# Ceratitis bremii
Ceratitis bremii är en tvåvingeart som beskrevs av Guérin-Méneville 1843. Ceratitis bremii ingår i släktet Ceratitis och familjen borrflugor. Inga underarter finns listade i Catalogue of Life.